# Estreito de Ballantyne

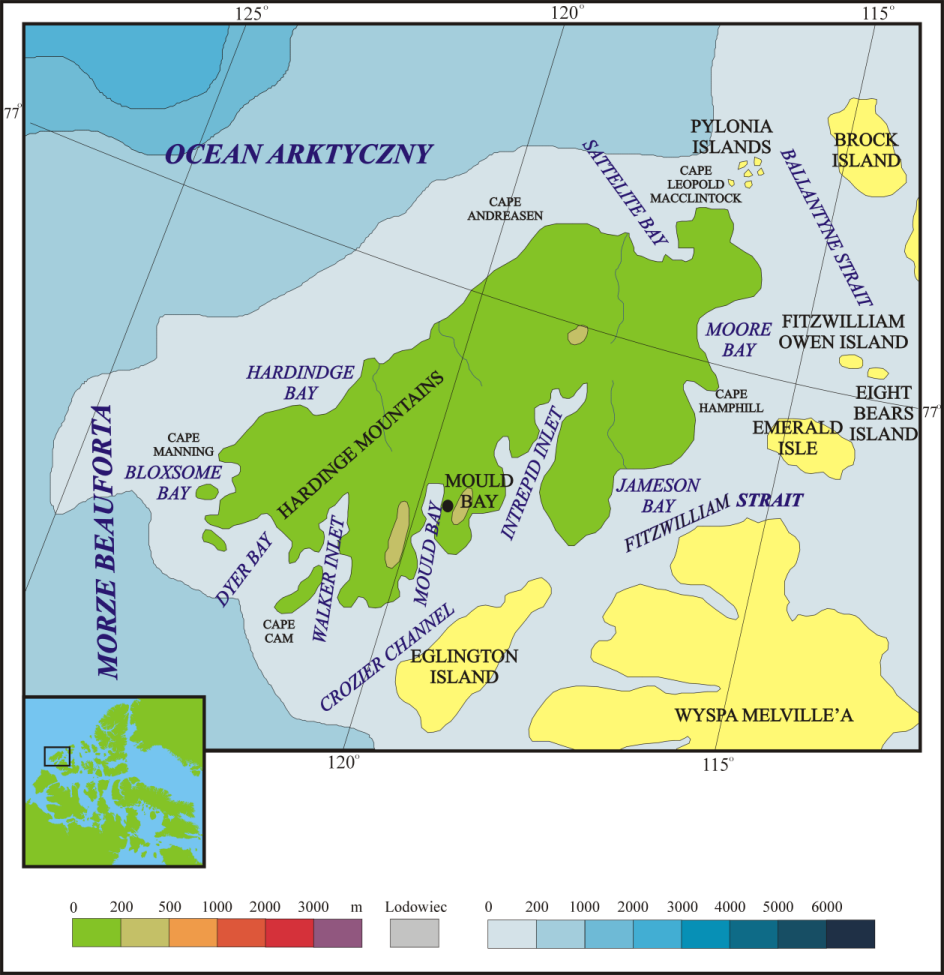
Mapa da região. O estreito de Ballantyne separa a Ilha Prince Patrick (a verde) da Ilha Brock (a nordeste da anterior).

O estreito de Ballantyne é uma via aquática natural no centro do Arquipélago Ártico Canadiano, nos Territórios do Noroeste, Canadá. Separa a Ilha Prince Patrick (a sudoeste) da Ilha Brock (a nordeste). Abre ao Oceano Ártico a noroeste.